# Gran Premi Macario
El Gran Premi Macario (en castellà Gran Premio Macario) és una cursa ciclista d'un dia que es disputa a Alcalá de Henares (Espanya). Té categoria amateur i és puntuable per la Copa d'Espanya de ciclisme.
La cursa està organitzada pel Club Ciclista Iplacea, i el 2015 va celebrar la 17a edició.

## Palmarès
| Any  | Guanyador             | Segon                     | Tercer              |
| ---- | --------------------- | ------------------------- | ------------------- |
| 1999 | Alfredo Sanz          | Pablo Trapiella           | Rubén Trenado       |
| 2000 | Emilio López          | Antonio Martín Rodríguez  | Benjamín Noval      |
| 2001 | Jordi Riera           | Alejandro Valverde        |                     |
| 2002 | Javier Ramírez Abeja  | Pablo de Pedro            | Aitor Pérez Arrieta |
| 2003 | Luis Pérez            | Jesús del Nero            | Mikel Gaztañaga     |
| 2004 | Lucas Sebastián Haedo | José Joaquín Rojas        | Jesús del Nero      |
| 2005 | Pedro Luis Castillo   | Eloy Teruel               | Eladio Sánchez      |
| 2006 | Isaac Escola          | Ivan Alberdi              | Jorge Pérez         |
| 2007 | Francisco Torrella    | Óscar Pujol               | David Gutiérrez     |
| 2008 | David Vitoria         | Ángel Madrazo             | Luis Olmo           |
| 2009 | Egoitz García         | Francisco Javier Martínez | Gonzalo Zambrano    |
| 2010 | Eduard Prades         | Enrique Sanz              | Raúl Alarcón        |
| 2011 | Evgeny Shalunov       | Artur Ershov              | Sergei Belykh       |
| 2012 | Juan Carlos Riutort   | Airán Fernández           | Mike Terpstra       |
| 2013 | Fernando Grijalba     | Ibai Salas                | Sebastián Mora      |
| 2014 | Juan Ignacio Pérez    | Alain González            | Artem Samolenkov    |
| 2015 | Vadim Zhuravlev       | Héctor Sáez               | Artem Samolenkov    |
| 2016 | Jon Irisarri          | Antonio Angulo            | Marcos Jurado       |
| 2017 | Francisco García Rus  | Gonzalo Serrano           | Juan López-Cózar    |
| 2018 | Xavier Cañellas       | Daniel Viejo              | Dzmitry Zhyhunou    |
| 2019 | Leangel Linarez       | Roger Adrià               | Alejandro Ropero    |